# Фонтани на Уолъс
Фонтаните на Уолъс в Париж, Франция представляват големи чугунени обществени фонтани-скулптури с питейна вода.
Разположени са главно по най-оживените пешеходни алеи и тротоари, и са разпръснати из целия град като изборът на местата за разполагането им е бил оставен на жителите му. Изискванията са били фонтаните да бъдат поставени на практични места и да се сливат с обстановката по възможно най-хармоничния начин. Повечето са били разположени по площади или кръстовища.

## История
Първоначалният приблизителен проект и финансирането по изграждането им са дело на британския филантроп – сър Ричард Уолъс, а изработката им е дело на скулптора Шарл-Огюст Лебур. Фонтаните са голям естетически успех и впоследствие са признати в цял свят като един от символите на Париж. Фонтан на Уолъс може да се види и пред музея Колекцията „Уолъс“ в Лондон, галерията, в която се съхраняват произведенията на изкуството, събрани от сър Ричард Уолъс и първите четири маркизи на Хертфорд.
Сър Уолъс, в желанието си проектът му да бъде завършен възможно най-бързо, извиква от Нант вече познатия му и известен с таланта си скулптор – Шарл-Огюст Лебур, който проучва и усъвършенства провокиращите скици на Уолъс, за да направи фонтаните истински произведения на изкуството.
За големия модел Лебур създава четири кариатиди, представляващи доброта, простота, милосърдие и трезвост. Всяка една от тях се различава от сестрите си по начина, по който сгъва коленете си и по начина, по който туниката ѝ е прибрана в блузата.